# ピンク・フライデー
『ピンク・フライデー』（Pink Friday）は、米国の女性ラッパー、ニッキー・ミナージュによるデビューオリジナル・アルバム。
2010年11月22日に、Young Money、Cash Money、およびUniversal Motownによってリリースされた。

## 概要
2009年にYoung Money Entertainmentとレコーディング契約を結んだ後、同年にアルバムの計画を開始した。作成にあたりヒップホップ界隈の様々なプロデューサーを募集し、アルバムのゲストには、エミネム、リアーナ、ドレイク、ウィル・アイ・アム、カニエ・ウェスト、ナターシャ・ベディングフィールドといった豪華な顔ぶれが参加した。
アメリカでは初週に375,000枚の売り上げを記録し、初登場で2位を記録。その後､最終的にチャート1位を獲得、女性ラッパーとして7年ぶりに全米ラップ・チャート1位を獲得した。オーストラリア、カナダ、イギリス等でもチャートインした。2018年2月の時点で、本作の売上はアメリカで200万枚を記録している。
シングル作品は、世界的にヒットした「Super Bass」（デラックス・エディションに収録）、US Billboard Hot 100トップ40シングルにチャートインした「Your Love」、「Check It Out」、「Right Thru Me」、「Moment 4 Life」､「Fly」を含む8つのシングル作品によりプロモーションされた。

## シングル
- 1st「ユア・ラヴ」2010年6月1日 / Billboard Hot 100 最高14位 /
- 2nd「チェック・イット・アウトFEAT.ウィル・アイ・アム」2010年9月3日 / Billboard Hot 100 最高24位 /
- 3rd「ライト・スルー・ミー」2010年9月14日 / Billboard Hot 100 最高26位 /
- 4th「モーメント4ライフFEAT.ドレイク」2010年12月7日 / Billboard Hot 100 最高13位 /
- 5th「スーパー・ベース」2011年4月5日 / Billboard Hot 100 最高3位 /

## 収録曲
1. アイム・ザ・ベスト
2. ロマンズ・リヴェンジFEAT.エミネム
3. ディド・イット・オン・エム
4. ライト・スルー・ミー
5. フライFEAT.リアーナ
6. セイヴ・ミー
7. モーメント4ライフFEAT.ドレイク
8. チェック・イット・アウトFEAT.ウィル・アイ・アム
9. ブレイジンFEAT.カニエ・ウェスト
10. ヒア・アイ・アム
11. ディア・オールド・ニッキー
12. ユア・ラヴ
13. ラスト・チャンスFEAT.ナターシャ・ベディングフィールド
14. スーパー・ベース（デラックス・エディション）
15. ブロウ・ヤ・マインド（デラックス・エディション）
16. ムニー（デラックス・エディション）
17. ウェイヴ・ヤ・ハンド（日本版ボーナス・トラック）
18. キャッチ・ミー（日本版ボーナス・トラック）
19. ガールズ・フォール・ライク・ドミノス（日本版ボーナス・トラック）
20. ベッドロックFEAT.ロイド（日本版ボーナス・トラック）